# Font de Sant Vicent (Catí)
La Font de Sant Vicent de Catí, a la comarca de l'Alt Maestrat, és una font, anomenada antigament “Font Nova”, damunt de la qual es va construir la coneguda com a “Capella de Sant Vicent Ferrer”, i està catalogada com Bé de Rellevància Local, amb la categoria d'Espai etnològic d'interès local, amb codiː 12.02. 042-019, immoble considerat de rellevància local per estar inclòs en l'expedient de declaració de Bé d'Interès Cultural conegut com a Conjunt Històric Artístic o per complementar-ho.

## Història
El nucli urbà de Catí presenta una curiosa forma allargada l'origen de la qual es deu al fet que en els extrems més distants existien des de temps antiquíssims dues fonts, una coneguda com la “Font Vella” i una altra que se li va cridar la “Font Nova”. Aquestes dues fonts eren els punts de proveïment d'aigua de la població, per la qual cosa eren cuidades i en elles es realitzaven constants treballs de manteniment i millora, de fet hi ha documentació sobre les seves reparacions durant el segle xiv, en les quals es restauren i milloren tant les conduccions d'aigua com les piles dels abeuradors que resultaven imprescindibles per a la supervivència del bestiar de la zona. Ambdues fonts se situaven als extrems del carrer Major i dues places, la “de Dalt” i la “de Baix” servien de connexió entre les dues deus.
Durant el segle xviii Catí va augmentar considerablement la seva població, la qual cosa suposà la construcció de noves cases, que va fer necessàries noves infraestructures (com un nou forn, per exemple) i amb elles la necessitat d'ampliar el nucli urbà en ravals, sorgint d'aquesta manera els ravals de “les escoles”, “la Font Nova” o el de “Santa Anna” (que malgrat estar situat extramurs, ja tenia cases construïdes en 1370). El nucli urbà es protegia, bé per les característiques orogràfiques del terreny, com ocorria en la part de migdia, bé mitjançant un petit mur que envoltava tot el nucli poblacional. Per poder entrar i sortir aquest mur disposava d'entrades que donaven a les vies de comunicació més importants d'aquella època. Al llarg del temps es van produir modificacions, millores i canvis significatius tant en el mur circumdant com als portals d'entrada o als carrers del poble. En 1679, el Consell de la vila va acordar millorar el portal del “Peiró de la Passió” o de la “Font Vella” i es va aprofitar per erigir una capelleta dedicada a Sant Roc damunt d'aquest portal, que en 1721 va ser ampliada. És possible que per això, més tard, en 1773 sobre el portal de la “Font Nova”, s'edifiqués també una capella aquesta vegada dedicada a Sant Vicent Ferrer, motiu pel qual la font va començar a anomenarse de “Sant Vicent”.
Amb el pas del temps Catí va augmentar novament de població i amb l'avanç dels transports els seus carrers van haver d'anar adaptant-se al nou trànsit rodat, cosa que va fer que els portals d'accés al nucli poblacional s'adaptessin a les noves circumstàncies. Això va suposar en molts casos que es procedís a la seva destrucció, malgrat haver arribat en ús fins als primers anys del segle XX. En 1922 es va derrocar el portal de la “Font Nova” o de “Sant Vicent”, per a això va haver de sol·licitar-se el consentiment del Bisbe de Sogorb, que en aquests moments era Lluís d'Amigó i Ferrer, construint-se més tard una nova capella per al sant damunt del dipòsit d'aigua de la font. La resta dels portals de Catí es van destruir en 1932, desapareixent el del carrer de Sant Roc, el del Cementiri antic i el de Sant Joan.

## Descripció
Les capelles que es van construir sobre els portals de Catí, tenen, més o menys, les mateixes característiques constructives, amb materials i tècniques senzilles. Normalment es trobaven adossats a murs o a parts posteriors de les cases, consistint en una porta amb arc de mig punt, amb dovelles de pedra. En el cas de la Capella de Sant Vicent es van construir dues grans pilastres separades del portal, edificant sobre ella una espaiosa capella en la qual es podia observar un altar, un retaule (d'estil neoclàssic) i una imatge del sant (en el nínxol del retaule); la capella es rematava amb una espadanya, amb coberta de teules i una creu forjada, per a una sola campana.
Actualment pot considerar-se com un gran casalici amb sostre de teules, a dues aigües, que s'obre al carrer mitjançant un gran arc de mig punt amb balconada de forja. Per sota de la capella es poden observar les canelles de la font de Sant Vicent. A l'esquerra està adossada a l'habitatge contigu, mentre que és exempta per costat dret.
Per a accedir a la capella cal fer ús d'una porta existent en la part posterior, que dona a una terrassa a la qual es pot accedir mitjançant una escala.